# SciTE
SciTE (SCIntilla based Text Editor) è un editor di testo libero multipiattaforma scritto da Neil Hodgson usando il componente di editing libero Scintilla.